# 蘆名盛員
蘆名 盛員（あしな もりかず）は、鎌倉時代末期の武将。蘆名氏の第6代当主。第5代当主・蘆名盛宗（次郎左衛門尉）の子。
通称は蘆名判官。父・盛宗の後を受けて当主となる。1333年、幕府軍の一員として上洛し、後醍醐天皇を追討しようとしたが、敗れた。1335年7月、北条時行が中先代の乱を起こして挙兵すると、これに呼応して三浦時継らと共に鎌倉に赴いた。しかし同年8月、足利尊氏の反攻を受けて相模国片瀬川の戦いで戦死した。家督は蘆名直盛が継いだ。
生年には異説が多く、一説には1296年説もある。